# Thăng Hoa (địa danh)
Thăng Hoa là một địa danh dưới thời nhà Hồ  nay thuộc Quảng Nam và Bắc Quảng Ngãi.  Thăng Hoa được hình thành khi Hồ Hán Thương mang quân chiếm đất Chiêm Thành.
Năm 1402 Hồ Quý LY cho sáp nhập 4 châu mới chiếm là: Thăng-Hoa-Tư-Nghĩa lấy tên gọi là “Lộ Thăng Hoa” rồi cử Nguyễn Cảnh Chân làm An phủ sứ Lộ Thăng Hoa

## Lịch sử hình thành
Năm 1402, Hồ Hán Thương đem quân đánh Chiêm Thành. Quân nhà Hồ thắng lợi, khiến cho vua Chiêm phải dâng 2 mảnh đất Chiêm Động và Cổ Lũy cho nước Đại Ngu. Lúc ấy lãnh thổ nhà Hồ đã kéo dài tới tận Bắc Quảng Ngãi.  Sau khi chiếm được lãnh thổ từ Chiêm Thành, cũng trong năm 1402 Hồ Quý Ly  cho sáp nhập 4 châu mới chiếm của Chiêm Thành là: Thăng-Hoa-Tư-Nghĩa lấy tên gọi là “Lộ Thăng Hoa” rồi cử Nguyễn Cảnh Chân làm An phủ sứ Lộ Thăng Hoa
Tới năm 1407, khi nhà Minh mang quân xâm lược, nhà Hồ phải lo chuẩn bị lực lượng để đối đầu với nhà Minh, nước Chiêm Thành có lẽ đã nhân cơ hội đó đã giành lại mảnh đất Thăng Hoa của nhà Hồ.  Như vậy là lúc ấy nhà Hồ đã bị mất đi xứ Thăng Hoa và cũng ít lâu sâu, nhà Hồ cũng đã bị thua trận khi giao chiến với nhà Minh.
Năm 1471, vua Lê Thánh Tông đem quân từ Thăng Long vào chiếm lại đại lộ Thăng Hoa từ nước Chiêm Thành, đặt làm đạo thừa tuyên Quảng Nam và vệ Thăng Hoa. Đạo thừa tuyên Quảng Nam có 3 phủ, 9 huyện. Phủ Thăng Hoa có 3 huyện: Lê Giang (đầu thời nhà Nguyễn đổi thành Lễ Dương, sau chia nhập vào 2 huyện Duy Xuyên và Quế Sơn). 